# Dipartimento di San Ignacio
San Ignacio è un dipartimento argentino, situato nel centro-ovest della provincia di Misiones, con capoluogo San Ignacio.
Esso confina con i dipartimenti di Libertador General San Martín, Cainguás, Oberá, Candelaria, e con la repubblica del Paraguay.
Secondo il censimento del 2010, su un territorio di 1.662 km², la popolazione ammontava a 57.728 abitanti.
Municipi del dipartimento sono:
- Colonia Polana
- Corpus
- General Urquiza
- Gobernador Roca
- Hipólito Yrigoyen
- Jardín América
- San Ignacio
- Santo Pipó